# Aedophron rhodites
Aedophron rhodites är en fjärilsart som beskrevs av Eduard Friedrich Eversmann 1851. Aedophron rhodites ingår i släktet Aedophron och familjen nattflyn. Inga underarter finns listade i Catalogue of Life.